# Palisota flagelliflora
Palisota flagelliflora är en himmelsblomsväxtart som beskrevs av Robert Bruce Faden. Palisota flagelliflora ingår i släktet Palisota och familjen himmelsblomsväxter.
Artens utbredningsområde är Kamerun. Inga underarter finns listade.